# 962
962 (CMLXII) var ett normalår som började en onsdag i den julianska kalendern.

## Händelser

### Februari
- 2 februari – Det tysk-romerska riket bildas då Otto I, Otto den store, kröns till kejsare av påven Johannes XII.

### Okänt datum
- Efter Indulfs död efterträds han som kung av Skottland av sin släkting Dub.
- Olga av Kiev abdikerar som regent av Kievriket och Svjatoslav I blir härskare.
- I Afghanistan slutar safavidernas dynasti och ghaznavidernas tar vid.

## Födda
- Edvard Martyren, kung av England 975–978 (född omkring detta år)

## Avlidna
- Indulf, kung av Skottland sedan 954